# Beauvain
Beauvain är en kommun i departementet Orne i regionen Normandie i nordvästra Frankrike. Kommunen ligger i kantonen Carrouges som tillhör arrondissementet Alençon. År 2022 hade Beauvain 265 invånare.

## Befolkningsutveckling
Antalet invånare i kommunen Beauvain
| Referens: INSEE |